# Чёрный колобус
Чёрный колобус (лат. Colobus satanas) — вид обезьян семейства мартышковых отряда приматов, один из видов рода Колобусы.

## Описание
Отличается от других колобусов отсутствием белой шерсти на голове и хвосте. Шерсть и кожа чёрные. Детёныши рождаются с коричневой шерстью, в возрасте нескольких месяцев приобретают взрослую окраску. Как и у других колобусов, у этих приматов увеличенные слюнные железы и седалищные мозоли. Большие пальцы редуцированы. Конечности и пальцы длинные, задние конечности длиннее передних. Зубы крупные, приспособлены к разгрызанию твёрдых семян и орехов. Самцы несколько крупнее самок. Масса взрослого животного от 4 до 14 (в среднем 11) кг. Длина тела от 50 до 70 см, длина хвоста от 62,5 до 88 см.

## Распространение
Встречается в западной Африке от реки Санага в Камеруне на юг до Экваториальной Гвинеи и Габона. На восток ареал распространяется до северо-западной части Конго, на запад — до острова Биоко у побережья Камеруна. Выделяют два подвида чёрных колобусов:
- Colobus satanas satanas встречается на острове Биоко
- Colobus satanas anthracinus встречается в материковой Африке[3].

Населяют первичные и вторичные дождевые леса, предпочитая верхние ярусы леса.

## Поведение
Дневные животные. Малоактивны, значительную часть времени проводят сидя на верхних ветках деревьев. Образуют группы размером от 5 до 15 особей, иногда сбиваясь в более крупные стада. Ведут полукочевой образ жизни, часто меняя места кормления. На землю спускаются редко.
В рационе в основном орехи и семена, дополнением к рациону служат фрукты и молодые листья. Желудок четырёхкамерный, приспособлен к перевариванию больших количеств целлюлозы.
Полигамны. Нередки стычки между самцами за право обладания самкой. Выраженного брачного сезона нет. Течный цикл около одного месяца, беременность длится около 200 дней. В помёте обычно один детёныш, редко два. Самцы достигают половой зрелости в возрасте около 6 лет, самки на два года раньше.

## Статус популяции
Основные угрозы популяции — охота и разрушение среды обитания. Международный союз охраны природы присвоил этому виды охранный статус «Уязвимый» (англ. Vulnerable).